# Künga Legpa (Phagmodrupa)
Künga Legpa (1433-1483) was de achtste vorst uit de Phagmodru-dynastie van 1448 tot 1481, wat de heersende dynastie in Tibet was van 1354 tot 1435, en een zekere politieke status behield tot aan het begin van de 17e eeuw. Tijdens zijn regering versplinterde de macht in Tibet verder.

## Opvolging
Künga Lekpa was een zoon van Sanggye Gyaltsen, een broer van de laatste grote heerser van de Phagmodru-dynastie. Zijn moeder kwam uit de machtige Rinpung-dynastie.
Tijdens de regering van zijn broer Dragpa Jungne tot 1445, was de macht van de Phagmodru-dynastie afgebrokkeld en hadden de Rinpungpa de macht overgenomen in de regio Tsang. De macht van de Phagmodrupa bleef nu nog beperkt tot de regio U.
Toen Dragpa Jungne in 1445 overleed, begon er een interregnum van drie jaar. Künga Legpa werd in 1446 op jonge leeftijd benoemd tot abt van de Tsetang Gompa bij Tsetang. Uiteindelijk werd hij in 1448 door de ministerraad gekroond tot koning (gongma). Hij verbleef in het paleis van Nedong met Konchok Rinchen als zijn belangrijkste afgevaardigde.

## Oorlog met de Rinpungpa
Künga Legpa had een moeilijke relatie met de leden van de Rinpung-dynastie. Toen hij een rondreis maakte in Tsang waar hij Norsang ontmoette, was de koele relatie goed te merken en was hij ontevreden over de behandeling die hem daar ten deel viel. Hij was getrouwd met een Rinpungpa-vrouw, zijn nicht, maar ze hadden een ongelukkig huwelijk wat zo ook wrevel en als gevolg ernstige politieke repercussies met zich meebracht.
Daarbij lagen er religieus getinte conflicten onder de relatie tussen beide dynastieën. Dönyö Dorje, de kleinzoon van Norsang, was namelijk een aanhanger van de karma kagyütraditie van de karmapa en drong erop aan een klooster net buiten Lhasa te bouwen, ofwel binnen de regio U waar de Phagmodrupa autoriteit uitoefende en de gelugtraditie leidend was. Gelugmonniken trokken de nieuwe vestiging binnen en op een haar na vermoordden ze de zevende karmapa, Chödrag Gyatso.
Uiteindelijk trok Dönyö Dorje in 1480 de regio U binnen en lijfde enkele districten in die tot die tijd tot de Phagmodru-dynastie hadden behoord. Ook zette hij de afgevaardigde Konchok Rinchen uit zijn macht. Het jaar erop voerde hij opnieuw een aanval uit die echter niet succesvol was.

## Afzetting en opvolging
Wel raakte Künga Legpa een groot deel van zijn aanhang kwijt bij de Tibetaanse elite. De ministers van het koninkrijk kwamen nog hetzelfde jaar, in 1481, bij elkaar in Nedong om het conflict te bespreken.
Uiteindelijk werd Künga Legpa afgezet en kreeg hij een landgoed als compensatie mee. De troon ging over naar zijn neef (oomzegger) Ngagi Wangpo, een zoon van zijn voorganger Dragpa Jungne.